# Scolomys
Scolomys (Anthony, 1924) è un genere di roditori della famiglia dei Cricetidi.

## Descrizione

### Dimensioni
Al genere Scolomys appartengono roditori di piccole dimensioni, con lunghezza della testa e del corpo tra 84 e 100 mm, la lunghezza della coda tra 55 e 67 mm e un peso fino a 33 g.

### Caratteristiche craniche e dentarie
Il cranio presenta un rostro corto, largo ed affusolato, una regione inter-orbitale ampia e una scatola cranica distintamente tondeggiante. La bolla timpanica è piccola e rigonfia, i fori palatali sono a forma di goccia, la mandibola è corta e compatta. Gli incisivi superiori sono lisci e giallognoli, possono essere proodonti in S.melanops od ortodonti in S.ucayalensis. I molari hanno una struttura delle cuspidi notevolmente semplificata.
Sono caratterizzati dalla seguente formula dentaria:

### Aspetto
La pelliccia è corta, densa e spinosa. Le parti dorsali variano dal nero-rossastro al completamente nero, mentre le parti ventrali sono grigie. Le orecchie sono piccole ed ispessite. Il palmo delle zampe anteriori ha cinque cuscinetti carnosi, le dita sono chiare, il pollice è ridotto ed è munito di una piccola unghia, le altre dita sono lunghe ed hanno tutte artigli corti e ricurvi. I piedi sono corti e larghi, le piante sono prive di peli e provviste di sei cuscinetti carnosi, le dita più esterne sono più corte, tutte hanno un artigli corto e ricurvo con alla base un ciuffo di lunghi peli argentati. La coda è più corta della testa e del corpo, è cosparsa di pochi peli ed ha 15-18 anelli di scaglie per centimetro. Le femmine hanno 3 paia di mammelle.

## Distribuzione
Il genere è diffuso nella parte centro-occidentale dell'America meridionale, dall'Ecuador orientale al Brasile occidentale.

## Tassonomia
Il genere comprende 2 specie:
- Scolomys melanops
- Scolomys ucayalensis